# برق‌گیر (فیلم)
«برق‌گیر» (انگلیسی: Lightning Conductor) فیلمی در ژانر جاسوسی است که در سال ۱۹۳۸ منتشر شد.